# George Matthews
George Matthews (* 23. September 1912 in Dominica, British West Indies; † 28. Juni 1982) war ein US-amerikanischer Jazz-Posaunist des Swing.

## Leben und Wirken
George Matthews Vater war Gitarrist; Matthews selbst lernte zunächst Tuba, dann Posaune und Trompete. Er absolvierte eine klassische Ausbildung an der Martin School of Music in New York und arbeitete zu dieser Zeit bereits mit Tiny Bradshaw und in Willie Bryants 1936, dem auch Ben Webster angehörte. Zunächst arbeitete Matthews bei lokalen Tanz- und Jazzbands, bevor er sich Tiny Bradshaws Gruppe Anfang der 1930er Jahre anschloss. Mitte der Dekade arbeitete er mit Louis Armstrong 1937, dann in der Band von Chick Webb und Ella Fitzgerald von 1938 bis 1942. Nach dem Zweiten Weltkrieg spielte er bei Lucky Millinder, begleitete Helen Humes. Ende der 1940er Jahre war er Mitglied der Count Basie Band; zu hören ist er auf dem Album Shoutin' Blues. Im August 1949 begleitete er Billie Holiday bei einer ihrer Decca Sessions, bei der „T'aint Nobody's Bizness If I Do“ entstand. In den frühen 1950er Jahren wechselte er zu Erskine Hawkinss Gruppe. 1961 wirkte er an Cannonball Adderleys Big-Band-Produktion African Waltz mit; in den 1960er Jahren spielte er dann noch mit Lucille Dixon, in Dizzy Gillespies Bigband und mit Clark Terry.